# Tweede klasse 2014-2015
La Proximus League 2014-2015 è la 99ª edizione della seconda serie del campionato di calcio belga, sponsorizzato dalla Proximus. La stagione è iniziata il 1º agosto 2014, la stagione regolare si è conclusa il 25 aprile 2015, mentre i play-off promozione si sono conclusi il 24 maggio 2015.
Il Sint-Truiden ha vinto il campionato ed è stato promosso in Division I. L'OH Leuven ha vinto i play-off promozione ed è stato promosso in Division I, tornandoci dopo un solo anno di assenza. Il Mons, il Racing Mechelen e il Woluwe Zaventem sono stati retrocessi in Derde klasse.

## Stagione

### Novità
Al termine della stagione precedente, sono stati promossi in Division I 2014-15 il Westerlo, primo classificato nella Tweede klasse 2013-14, e il Mouscron Peruwelz, primo classificato nei play-off promozione.

Sono stati retrocessi dalla Division I 2013-2014 il Mons, dopo aver perso lo spareggio salvezza contro l'OH Leuven, e l'OH Leuven, dopo essersi piazzato al terzo posto dei play-off promozione di Tweede Klasse.

Sono stati retrocessi in Derde klasse 2014-15 il Visé, ultimo classificato nella Tweede klasse 2013-14, e l'Hoogstraten, dopo aver perso i play-off retrocessione. Il RWDM Brussels si è sciolto. Il Boussu Dour Borinage, avendo problemi finanziari, ha venduto la propria licenza al Seraing United, proveniente dal campionato provinciale belga.

Sono stati promossi dalla Derde klasse 2013-14 il Racing Mechelen, come primo classificato della Derde klasse A, il Woluwe Zaventem, come primo classificato della Derde klasse B, e il K. Patro Eisden Maasmechelen, dopo aver vinto i playoff promozione.

### Formula
Il torneo è composto di 18 squadre. Ciascuna squadra affronta le altre due volte, una volta in casa e l'altra in trasferta, per un totale di 34 gare.

La squadra prima in classifica al termine del campionato viene promossa in Division I, mentre le ultime due classificate vengono retrocesse in Derde klasse.

Il campionato è diviso in tre periodi. Le prime 10 giornate formano il primo periodo, le giornate dalla 11 alla 22 formano il secondo periodo, le ultime 12 giornate formano il terzo periodo. Le squadre vincenti i tre periodi prendono parte ai play-off promozione, assieme alla squadra vincente dello spareggio retrocessione della Division I 2014-15. La vincitrice dei play-off verrà promossa in Division I. Se una squadra vincitrice di periodo ha terminato il campionato al primo posto o se ha vinto più di un periodo, il suo posto nei play-off promozione verrà preso dalla squadra meglio classificata nella classifica finale. Se una squadra vincitrice di periodo ha terminato il campionato negli ultimi tre posti, non può partecipare ai play-off e il suo posto verrà preso dalla squadra meglio classificata al termine del torneo.

La squadra classificatasi al sedicesimo posto partecipa ai play-off per un solo posto in Tweede klasse assieme a 6 squadre della Derde klasse.

## Squadre partecipanti
| Club                 | Città             | Stadio                    | Stagione precedente                |
| -------------------- | ----------------- | ------------------------- | ---------------------------------- |
| Eendracht Aalst      | Aalst             | Pierre Cornelisstadion    | 11º posto                          |
| Anversa              | Anversa           | Bosuilstadion             | 7º posto                           |
| Dessel Sport         | Dessel            | Lorzestraat               | 15º posto                          |
| Eupen                | Eupen             | Kehrweg Stadion           | 2º posto                           |
| Verbroedering Geel   | Geel              | De Leunen                 | 10º posto                          |
| Heist                | Heist-op-den-Berg | Gemeentelijk Sportcentrum | 16º posto                          |
| Lommel Utd           | Lommel            | Soevereinstadion          | 5º posto                           |
| Mons                 | Mons              | Stadio Charles Tondreau   | 16º posto in Division I            |
| OH Lovanio           | Lovanio           | Den Dreef                 | 15º posto in Division I            |
| Patro Eisden         | Maasmechelen      | Patro-stadion             | 3º posto in Derde klasse B         |
| Racing Mechelen      | Malines           | Oscar Vankesbeeck Stadion | 1º posto in Derde klasse A         |
| Roeselare            | Roeselare         | Schiervelde Stadion       | 14º posto                          |
| Seraing United       | Seraing           | Stade Pairay              | 9º posto come Boussu Dour Borinage |
| Sint-Truiden         | Sint-Truiden      | Stayen                    | 3º posto                           |
| Tubize-Braine        | Tubize            | Stade Leburton            | 6º posto                           |
| Virton               | Virton            | Stade Yvan Georges        | 13º posto                          |
| White Star Bruxelles | Bruxelles         | Stade Fallon              | 12º posto                          |
| Woluwe Zaventem      | Zaventem          | Gemeentelijk Sportstadion | 1º posto in Derde klasse B         |

## Classifica
|  | Pos. | Squadra              | Pt | G  | V  | N  | P  | GF | GS | DR  |
|  | ---- | -------------------- | -- | -- | -- | -- | -- | -- | -- | --- |
|  | 1.   | Sint-Truiden         | 79 | 34 | 24 | 7  | 3  | 62 | 28 | +34 |
|  | 2.   | Lommel Utd           | 70 | 34 | 21 | 7  | 6  | 65 | 27 | +38 |
|  | 3.   | Eupen                | 67 | 34 | 20 | 7  | 7  | 63 | 30 | +33 |
|  | 4.   | Seraing United       | 61 | 34 | 17 | 10 | 7  | 69 | 39 | +30 |
|  | 5.   | OH Lovanio           | 61 | 34 | 17 | 10 | 7  | 66 | 40 | +26 |
|  | 6.   | Virton               | 59 | 34 | 17 | 8  | 9  | 58 | 35 | +23 |
|  | 7.   | Mons                 | 55 | 34 | 14 | 13 | 7  | 52 | 30 | +22 |
|  | 8.   | Tubize-Braine        | 50 | 34 | 14 | 8  | 12 | 43 | 40 | +3  |
|  | 9.   | Eendracht Aalst      | 46 | 34 | 12 | 10 | 12 | 48 | 45 | +3  |
|  | 10.  | Anversa              | 42 | 34 | 11 | 9  | 14 | 41 | 41 | 0   |
|  | 11.  | Roeselare            | 42 | 34 | 10 | 12 | 12 | 44 | 45 | -1  |
|  | 12.  | White Star Bruxelles | 40 | 34 | 8  | 16 | 10 | 43 | 48 | -5  |
|  | 13.  | Verbroedering Geel   | 39 | 34 | 10 | 9  | 15 | 42 | 62 | -20 |
|  | 14.  | Heist                | 36 | 34 | 10 | 6  | 18 | 41 | 61 | -20 |
|  | 15.  | Dessel Sport         | 31 | 34 | 7  | 10 | 17 | 36 | 58 | -22 |
|  | 16.  | Patro Eisden         | 26 | 34 | 6  | 8  | 20 | 38 | 68 | -30 |
|  | 17.  | Racing Mechelen      | 19 | 34 | 5  | 4  | 25 | 23 | 87 | -64 |
|  | 18.  | Woluwe Zaventem      | 15 | 34 | 3  | 6  | 25 | 30 | 81 | -51 |

Legenda:

      Ammessa alla Division I 2015-2016
 Qualificata ai play-off
      Retrocesse in Derde Klasse 2015-2016

Tre punti a vittoria, uno a pareggio, zero a sconfitta.
La classifica viene stilata secondo i seguenti criteri:
- Punti conquistati
- Partite vinte
- Differenza reti generale
- Reti totali realizzate
- Reti totali realizzate in trasferta
- Partite vinte in trasferta
- play-off

### Verdetti
- Sint-Truiden vincitore della Tweede klasse 2014-15 e promosso in Division I 2015-16.
- OH Leuven vincitore dei play-off promozione e promosso in Division I 2015-16.
- Mons, Eendracht Aalst, Racing Mechelen e Woluwe Zaventem retrocessi in Derde klasse 2015-16.

## Play-off Promozione
L'OH Leuven ha vinto il primo periodo nel corso della decima giornata il 5 Ottobre 2014 ed è stata la prima squadra a classificarsi ai play-off promozione. Il 21 Dicembre 2014, nel corso della ventunesima giornata, si è aggiunto il Sint-Truiden con un vantaggio di 5 punti con una sola partita da giocare.
Periodo 1
| Pos. | Squadra         | Pt | G  | V | N | P | GF | GS | DR |                     |
| 1.   | OH Lovanio      | 22 | 10 | 7 | 1 | 2 | 19 | 10 | +9 | play-off promozione |
| 2.   | Eupen           | 21 | 10 | 7 | 0 | 3 | 18 | 10 | +8 |                     |
| 3.   | Virton          | 20 | 10 | 6 | 2 | 2 | 17 | 11 | +6 |                     |
| 4.   | Sint-Truiden    | 20 | 10 | 6 | 2 | 2 | 15 | 11 | +4 |                     |
| 5.   | Eendracht Aalst | 18 | 10 | 5 | 3 | 2 | 17 | 13 | +4 |                     |

Periodo 2
| Pos. | Squadra        | Pt | G  | V  | N | P | GF | GS | DR  |                     |
| 1.   | Sint-Truiden   | 34 | 12 | 11 | 1 | 0 | 27 | 8  | +19 | play-off promozione |
| 2.   | Lommel Utd     | 28 | 12 | 9  | 1 | 2 | 20 | 6  | +12 |                     |
| 3.   | Seraing United | 27 | 12 | 8  | 3 | 1 | 24 | 9  | +15 |                     |
| 4.   | Virton         | 24 | 12 | 7  | 3 | 2 | 22 | 10 | +12 |                     |
| 5.   | Eupen          | 21 | 12 | 5  | 6 | 1 | 17 | 9  | +8  |                     |

Periodo 3
| Pos. | Squadra       | Pt | G  | V | N | P | GF | GS | DR  |                     |
| 1.   | Lommel Utd    | 25 | 12 | 8 | 1 | 3 | 28 | 8  | +20 | play-off promozione |
| 2.   | Eupen         | 25 | 12 | 8 | 1 | 3 | 28 | 11 | +17 |                     |
| 3.   | Sint-Truiden  | 25 | 12 | 7 | 4 | 1 | 20 | 9  | +11 |                     |
| 4.   | OH Lovanio    | 24 | 12 | 7 | 3 | 2 | 31 | 15 | +16 |                     |
| 5.   | Heist         | 20 | 12 | 6 | 2 | 4 | 20 | 18 | +2  |                     |
| 5.   | Tubize-Braine | 20 | 12 | 6 | 2 | 4 | 20 | 18 | +2  |                     |

### Classifica playoff
Si sono qualificati l'OH Leuven, come vincitore del primo periodo, il Lommel United, come vincitore del terzo periodo, l'Eupen, come migliore classificata in Tweede klasse 2014-2015, il Lierse, come vincitore degli spareggi retrocessione della Division I 2014-2015.
|  | Pos. | Squadra    | Pt | G | V | N | P | GF | GS | DR |
|  | ---- | ---------- | -- | - | - | - | - | -- | -- | -- |
|  | 1.   | OH Lovanio | 14 | 6 | 4 | 2 | 0 | 8  | 3  | +5 |
|  | 2.   | Eupen      | 8  | 6 | 2 | 2 | 2 | 5  | 4  | +1 |
|  | 3.   | Lierse     | 7  | 6 | 2 | 1 | 3 | 8  | 10 | -2 |
|  | 4.   | Lommel Utd | 4  | 6 | 1 | 1 | 4 | 6  | 10 | -4 |

Legenda:

      Ammessa alla Division I 2015-2016
      Retrocessa in Tweede klasse 2015-2016
Tre punti a vittoria, uno a pareggio, zero a sconfitta.
La classifica viene stilata secondo i seguenti criteri:
- Punti conquistati
- Partite vinte
- Differenza reti generale
- Reti totali realizzate
- Reti totali realizzate in trasferta
- Partite vinte in trasferta
- play-off

### Risultati playoff
|               | Eup  | Lie  | Lom  | OHL  |
| ------------- | ---- | ---- | ---- | ---- |
| Eupen         | –––– | 0-1  | 1-0  | 0-1  |
| Lierse        | 1-3  | –––– | 4-2  | 1-2  |
| Lommel United | 0-0  | 3-1  | –––– | 0-1  |
| OH Leuven     | 1-1  | 0-0  | 3-1  | –––– |

## Statistiche

### Classifica marcatori
| Gol |  |  | Giocatore              | Squadra              |
| --- |  |  | ---------------------- | -------------------- |
| 20  |  |  | Romero Regales         | Lommel Utd           |
| 17  |  |  | Florent Stevance       | Seraing United       |
| 17  |  |  | Florian Taulemesse     | Eupen                |
| 16  |  |  | Leandro Trossard       | Lommel Utd           |
| 15  |  |  | Mathieu Cornet         | Virton               |
| 15  |  |  | Grégory Dufer          | Seraing United       |
| 15  |  |  | Víctor Curto           | Eupen                |
| 13  |  |  | Emrullah Güvenç        | Anversa              |
| 12  |  |  | Samy Kehli             | Seraing United       |
| 12  |  |  | Hilaire Momi           | Sint-Truiden         |
| 12  |  |  | William Owusu          | Anversa              |
| 11  |  |  | Axel Bossekota Bofunda | Verbroedering Geel   |
| 11  |  |  | John Bostock           | OH Lovanio           |
| 11  |  |  | Harlem-Eddy Gnohere    | Mons                 |
| 11  |  |  | Olivier Myny           | Roeselare            |
| 11  |  |  | Piotr Parzyszek        | Sint-Truiden         |
| 11  |  |  | Ratko Vansimpsen       | Eendracht Aalst      |
| 11  |  |  | Ivan Yagan             | Racing Mechelen      |
| 10  |  |  | Lonsana Doumbouya      | Tubize-Braine        |
| 10  |  |  | Jovan Kostovski        | OH Lovanio           |
| 9   |  |  | Thomas Azevedo         | OH Lovanio           |
| 9   |  |  | Mamadou Fall           | White Star Bruxelles |
| 9   |  |  | Yannick Gaby Loemba    | Mons                 |
| 9   |  |  | Anthony Lorenzon       | Woluwe Zaventem      |